# قضیه فشردگی
در حسابان، قضیهٔ فشردگی یا ساندویچ قضیه‌ای مهم راجع به حد یک تابع است. معمولاً از این قضیه برای تأیید حد یک تابع از طریق مقایسهٔ آن با دو تابع دیگر که حدودشان معلوم یا به سادگی قابل محاسبه است، استفاده می‌شود. اولین بار ارشمیدس و اودوکسوس برای محاسبهٔ عدد π از این قضیه به صورت هندسی استفاده کردند و گاوس آن را با اصطلاحات امروزی فرمول‌بندی کرد.

## بیان قضیه
اگر {\displaystyle I} بازه‌ای باشد که حاوی نقطهٔ {\displaystyle a} است و {\displaystyle f} و {\displaystyle g} و {\displaystyle h} توابعی باشند که بر روی {\displaystyle I} تعریف شده‌اند، به جز احتمالاً خود نقطهٔ {\displaystyle a}؛ با فرض اینکه برای هر {\displaystyle x} مخالف {\displaystyle a} در بازهٔ {\displaystyle I} داشته باشیم:
{\displaystyle g(x)\leq f(x)\leq h(x)\,}
و همچنین با فرض اینکه:
{\displaystyle \lim _{x\to a}g(x)=\lim _{x\to a}h(x)=L}
آنگاه
{\displaystyle \lim _{x\to a}f(x)=L}

## بیان کلی‌تر قضیه
اگر {\displaystyle I} بازه‌ای باشد که حاوی نقطهٔ {\displaystyle a} است و {\displaystyle f} و {\displaystyle g} و {\displaystyle h} توابعی باشند که بر روی {\displaystyle I} تعریف شده‌اند، به جز احتمالاً خود نقطهٔ {\displaystyle a}؛ با فرض اینکه برای هر {\displaystyle x} مخالف {\displaystyle a} در بازهٔ {\displaystyle I} مقدار {\displaystyle f(x)} بین مقادیر {\displaystyle g(x)} و  {\displaystyle h(x)} باشد و همچنین با فرض اینکه:
{\displaystyle \lim _{x\to a}g(x)=\lim _{x\to a}h(x)=L}
آنگاه
{\displaystyle \lim _{x\to a}f(x)=L}

## مثالی از کاربرد
با استفاده از قضیه فشردگی می‌توان به سادگی مقدار {\displaystyle \lim _{x\to 0}x\left[{\frac {1}{x}}\right]} را محاسبه نمود.
می‌دانیم {\displaystyle {\frac {1}{x}}-1<\left[{\frac {1}{x}}\right]\leq {\frac {1}{x}}}. اگر مقادیر موجود در این نابرابری را در {\displaystyle x} ضرب کنیم:
- به ازای {\displaystyle x}های مثبت خواهیم داشت: {\displaystyle 1-x<x\left[{\frac {1}{x}}\right]\leq 1}
- به ازای {\displaystyle x}های منفی خواهیم داشت: {\displaystyle 1\leq x\left[{\frac {1}{x}}\right]<1-x}

پس مقدار {\displaystyle f(x)=x\left[{\frac {1}{x}}\right]} همواره (در هر همسایگی محذوف {\displaystyle 0}) بین {\displaystyle g(x)=1} و {\displaystyle h(x)=1-x} است. با محاسبه‌ی حدهای توابع {\displaystyle g(x)} و {\displaystyle h(x)} به {\displaystyle \lim _{x\to 0}g(x)=\lim _{x\to 0}h(x)=1} می‌رسیم پس بنا بر صورت کلی قضیه فشردگی به سادگی قابل نتیجه‌گیری است که {\displaystyle \lim _{x\to 0}f(x)=1}.